# La Collada (Formiguera)
La Collada és una collada de 2.000 metres d'altitud del terme comunal de Formiguera, a la comarca del Capcir, pertanyent a la Catalunya del Nord. És a l'oest de la vila de Formiguera, també a ponent de l'estació d'esquí de Formiguera.